# Friedel Wahren
Friedel Wahren (geboren 23. März 1941 in Offenbach am Main) ist eine deutsche Herausgeberin von Science-Fiction und Fantasy. Sie arbeitete als Chefredakteurin und Lektorin im Bereich Science-Fiction des Heyne Verlags in München.

## Leben
Nach einem Studium der Germanistik, Kunstgeschichte, klassischen Archäologie und Volkskunde arbeitete Wahren als Redakteurin bei der Großen Brockhaus-Enzyklopädie und Chefredakteurin des im Münchner Kauka-Verlag erscheinenden Comicmagazins Fix und Foxi. Ab 1976 betreute sie zusammen mit Wolfgang Jeschke die Reihe Heyne Science-fiction & Fantasy des Heyne Verlags, wo sie insbesondere für die Fantasy-Titel zuständig war. Außerdem übernahm sie von Birgit Reß-Bohusch ab einschließlich Band 15 die Herausgabe der Anthologienreihe Isaac Asimov’s Science Fiction Magazine bzw. Asimov's Science Fiction. Insgesamt betreute sie hier 41 Bände, in denen neben einer Auswahl von Kurzgeschichten der amerikanischen Ausgabe regelmäßig deutsche Autoren berücksichtigt wurden. Auch für den Piper Verlag war sie auf diesem Gebiet tätig.
Zusammen mit Erik Simon hat sie mehrere Phantastik-Anthologien herausgegeben. 2006 ging Wahren in den Ruhestand. 2009 wurde sie „für die Förderung anspruchsvoller Fantasy und neuer Talente als langjährige Herausgeberin der Fantasyreihen der Verlage Heyne und Piper“ mit dem Deutschen Fantasy Preis ausgezeichnet.
Sie lebt in München.

## Bibliographie
Anthologien (als Herausgeberin, mit Erik Simon)
- Schöne Bescherungen: Komische phantastische Geschichten. Heyne allgemeine Reihe #13284, 2000, ISBN 3-453-18272-3.
- Tolkiens Erbe. Heyne SF&F #9161, 2001, ISBN 3-453-19622-8. Neuausgabe als: Tolkiens Erbe: Elfen, Trolle, Drachenkinder. Piper, 2005, ISBN 3-492-70115-9. Taschenbuchausgabe: Tolkiens Erbe: Elfen, Trolle, Weltenschöpfer. Piper, 2012, ISBN 978-3-492-26909-4.
- Retter der Ewigkeit: Geschichten zwischen Diesseits und Jenseits. Heyne allgemeine Reihe #13485, 2001, ISBN 3-453-19923-5.

Deutsche Ausgabe von Isaac Asimov's Science Fiction Magazine bzw. Asimov's Science Fiction
- Isaac Asimov's Science Fiction Magazin, Bd. 15–46, Wilhelm Heyne Verlag, München, 1982–1995
- Asimovs Science Fiction, Bd. 47–55, Wilhelm Heyne Verlag, München, 1996–2000